# Corografia Açórica
A Corografia Açórica, cujo título completo é Corographia Açorica, ou Descripção Phísica, Política e Histórica dos Açores, por um cidadão açorense, M. da Sociedade Patriótica Phylantropya n'os Açores, é uma obra de história e geografia,  de autoria de João Soares de Albergaria de Sousa (1776-1875), um liberal nascido na ilha de São Jorge que defendia a autonomia dos Açores.
No contexto das Cortes Gerais e Extraordinárias da Nação Portuguesa, foi redigida como manifesto político, tendo vindo a público em Lisboa, em 1822, na Imprensa de João Nunes Esteves, com 133 páginas. É considerada como a primeira manifestação política conhecida da açorianidade.
Em 1975, no contexto da luta separatista da Frente de Libertação dos Açores, conheceu uma reedição fac-similada de 500 exemplares por Rainer Daehnhardt.
Mais recentemente, conheceu uma nova e mais cuidada edição, pelo Jornal de Cultura em Ponta Delgada, em 1995, prefaciada por José Guilherme Reis Leite (ISBN 9727550134).